# Beisbol als Jocs Olímpics d'estiu de 2004
Als Jocs Olímpics d'Estiu de 2004 celebrats a la ciutat d'Atenes (Grècia) es disputà una prova de beisbol en categoria masculina. La competició se celebrà entre els dies 15 i 25 d'agost de 2004 al Centre Olímpic de Beisbol.

## Comitès participants
Hi participaren un total de 191 jugadors de 8 comitès nacionals diferents:
| - Austràlia - Canadà - Cuba - Grècia | - Itàlia - Japó - Països Baixos - Xina-Taipei |

## Resum de medalles
| Prova   | Or | Argent | Bronze |
| Beisbol | CubaDanny Betancourt · Luis Borroto · Frederich Cepeda · Yorelvis Charles · Michel Enríquez · Norberto González · Yulieski Gourriel · Pedro Luis Lazo · Roger Machado · Jonder Martínez · Danny Miranda · Frank Montieth · Vicyohandri Odelin · Adiel Palma · Eduardo Paret · Ariel Pestano · Alexei Ramírez · Eriel Sánchez · Antonio Scull · Carlos Tabares · Yoandri Urgelles · Osmani Urrutia · Manuel Vega · Norge Luis Vera | AustràliaCraig Anderson · Thomas Brice · Adrian Burnside · Gavin Fingleson · Paul Gonzalez · Nick Kimpton · Brendan Kingman · Craig Lewis · Graeme Lloyd · David Nilsson · Trent Oeltjen · Wayne Ough · Chris Oxspring · Brett Roneberg · Ryan Rowland Smith · John Stephens · Phil Stockman · Brett Tamburrino · Dick Thompson · Andrew Utting · Ben Wigmore · Glenn Williams · Jeff Williams · Rodney van Buizen | JapóRyoji Aikawa · Yuya Ando · Atsushi Fujimoto · Kosuke Fukudome · Hirotoshi Ishii · Hisashi Iwakuma · Hitoki Iwase · Kenji Jojima · Makoto Kaneko · Takuya Kimura · Masahide Kobayashi · Hiroki Kuroda · Daisuke Matsuzaka · Daisuke Miura · Shinya Miyamoto · Arihito Muramatsu · Norihiro Nakamura · Michihiro Ogasawara · Naoyuki Shimizu · Yoshinobu Takahashi · Yoshitomo Tani · Koji Uehara · Kazuhiro Wada · Tsuyoshi Wada |

## Medaller
| Posició | País      | Or | Argent | Bronze | Total |
| 1       | Cuba      | 1  | 0      | 0      | 1     |
| 2       | Austràlia | 0  | 1      | 0      | 1     |
| 3       | Japó      | 0  | 0      | 1      | 1     |

## Resultats

### Ronda preliminar
| Equip         | G | P | Difer. |
| ------------- | - | - | ------ |
| Japó          | 6 | 1 | 1-0    |
| Cuba          | 6 | 1 | 0-1    |
| Canadà        | 5 | 2 | -      |
| Austràlia     | 4 | 3 | -      |
| Xina-Taipei   | 3 | 4 | -      |
| Països Baixos | 2 | 5 | -      |
| Grècia        | 1 | 6 | 1-0    |
| Itàlia        | 1 | 6 | 0-1    |

### Ronda final
|  | Semifinals | Semifinals |   |      | Medalla d'or      | Medalla d'or |
|  |            |            |   |      |                   |              |
|  |            |            |   |      |                   |              |
|  | Austràlia  | 1          |   |      |                   |              |
|  | Japó       | 0          |   |      |                   |              |
|  |            |            |   |      |                   |              |
|  |            |            |   |      |                   |              |
|  |            |            |   |      | Austràlia         | 2            |
|  |            | Cuba       | 6 |      |                   |              |
|  |            |            |   |      |                   |              |
|  |            |            |   |      |                   |              |
|  |            |            |   |      | Medalla de bronze |              |
|  |            |            |   |      |                   |              |
|  | Canadà     | 5          |   | Japó | 11                |              |
|  | Cuba       | 8          |   |      | Canadà            | 2            |